# 多久儀四郎
多久 儀四郎（たく ぎしろう、1892年（明治25年） - ?）は、日本のスポーツ黎明期の陸上競技（中距離走・長距離走）選手。

## 生涯
熊本県生まれ。旧制玉名中学校（現在の熊本県立玉名高等学校・附属中学校）を卒業し、東京高等師範学校に入学。玉名中・東京高師で金栗四三の1年後輩にあたり、全盛期の金栗に鍛えられた「金栗門下生」と評される選手である。
1914年（大正3年）11月2日の全国陸上競技大会（現在の日本陸上競技選手権大会）では1500m走で4分44秒2を記録した（当時の日本記録）。1915年（大正4年）5月2日の第2回日本オリンピック大会（豊中運動場）でも1500m走で優勝している。1915年（大正4年）5月の極東選手権競技大会（第2回大会、上海）に出場。8マイルロードレースで金メダル、880ヤード走で銀メダル。1915年（大正4年）の日本陸上競技選手権大会では1500m走で4分33秒8の記録を出して連覇した（所属は「東高師出」）。また、1916年（大正5年）には日本陸上競技選手権大会800m走で優勝している。
1915年（大正4年）、東京高等師範学校数学専修科卒業。卒業後は愛知県立第一中学校（現在の愛知県立旭丘高等学校）に赴任し、数学教師となった。当時の愛知一中校長は、生徒指導に長距離走を取り入れたことで「マラソン校長」の異名をとった日比野寛であり、文部省に働きかけたものという。
1917年（大正6年）に企画された「東海道駅伝徒歩競走」（初の駅伝競走の大会として知られる）では、金栗四三・日比野寛らとともに選手選択編成委員も務めた。この大会は当初、「東京・神奈川等（紫色）」「京都・愛知等（赤色）」「大阪・兵庫等（青色）」の3チームで競うことが計画され、選手選択委員がチーム編成をおこなったが、結果として「関東組（紫色）」と「関西組（赤色）」の2チーム対抗となり、「関西組」は日比野が校長を務める愛知一中の在校生を中心として同校関係者によって構成されるチームとなった。教員としては多久のほか、前校長の日比野および体操教師の寺島鍬次郎がチームに参加している。東海道駅伝徒歩競走において、多久は4月27日に第1区（京都 - 草津間、25km）を走った。
なお、駅伝終了後間もない同年5月8日の極東選手権競技大会（第3回大会、東京）には日本代表として出場し、880ヤード走（約800m）と1マイル走（約1600m）で優勝した。また、極東大会最終日（5月12日）に番外プログラムとして行われたマラソンにも参加した。さらに5月20日には豊中運動場で開催された日比大会でも880ヤード走・1マイル走で優勝。880ヤード走では山内晋作（日本歯科医学校）と競り合って優勝し、記録（2分11秒）は極東大会を上回った。
1918年（大正7年）の日本陸上競技選手権大会では5000m走で優勝（所属は天王寺師範学校教員）。1918年（大正7年）11月9日の第4回日本オリンピック大会では1500mに出場し、日本記録を12秒以上縮める4分32秒2で優勝した。1919年（大正8年）の極東選手権競技大会（第4回大会、マニラ）では日本代表選手団の監督を務めるとともに、1マイル走で銀メダルを獲得。1920年（大正9年）の日本陸上競技選手権大会では1500m走で3回目の優勝を果たしている。
1933年（昭和8年）時点では本郷中学校（現在の本郷中学校・高等学校）教諭。

## 備考
- 多久が愛知一中に新任した際の教え子であった梅原半二（のちに自動車技術者となり豊田中央研究所所長を務める）は、数学教師の多久の熱のこもった授業ですっかり代数・幾何のファンとなり、学問の面白さを知ったという回想を残している[11]。